# ستيفن أودورو
ستيفن أودورو (بالإنجليزية: Stephen Oduro)‏ (13 أبريل 1983 بتامالي في غانا - ) هو لاعب كرة قدم غاني في مركز الوسط. شارك مع منتخب غانا لكرة القدم. أما مع النوادي، فقد لعب مع أشانتي كوتوكو وReal Tamale United ‏.

## وصلات خارجية
- ستيفن أودورو على موقع الاتحاد الدولي (مؤرشف)  (الإنجليزية)
- ستيفن أودورو على موقع قاعدة بيانات كرة القدم.إي يو (الإنجليزية)
- ستيفن أودورو على موقع ناشيونال فوتبول تيمز (الإنجليزية)